# Adam Carroll
Adam Carroll, född den 26 oktober 1982 i Portadown i Nordirland, är en irländsk racerförare.

## Racingkarriär
Carroll körde i flera år i GP2 och vann en del race, bl.a. i Monaco. Numera tävlar han för Irland i A1GP. Han vann stallets första seger 2008 i Mexiko. Efter tre racehelger säsongen därpå hade Carroll fört Irland till mästerskapsledning, efter en dominant seger på Sepang.